# Револьвер Галан-Сомервиль

## История
Револьвер Галан-Сомервиль — револьвер, созданный в 1868 году. Шарль-Франсуа Галан (фр. Charles-François Galand) 04 июня 1868 года получил патент под номером № 3039 на конструкцию револьвера с оригинальным механизмом извлечения стрелянных гильз гильз.
В патенте в качестве соавтора конструкции экстрактора указана фамилия А. Соммервиля (A. Sommerville), британского компаньона Галана.
Револьверы изготавливались в английском городе Бирмингем на оружейном заводе компании «Braendlin, Sommerville & Co». По этой причине оружие впоследствии получило название револьвер Галан-Соммервиль (Galand-Sommerville Revolver).

## Устройство
Револьвер Галан-Соммервиль (Galand-Sommerville Revolver) в нижней части под стволом снабжен специальным запирающим рычагом. Рычаг верхней частью скреплен с осью барабана, а в средней части через специальную тягу с передней частью рамки (подствольным выступом).
При перемещении нижней части рычага вперед, он удерживая ось барабана, перемещает вперед переднюю часть рамки вместе со стволом стволом и барабаном. При этом происходит разъединение задней и передней части рамки и оружие удерживается в собранном виде только за счет оси барабана. К задней части барабана крепится экстрактор в виде звездочки с храповиком поворотного механизма. Звездочка предназначена для удержания закраин гильз патронов при извлечении их из камор барабана.
При повороте рычага и перемещении передней части револьвера вперед, звездочка экстрактора немного отстает от барабана, вытягивая из камор гильзы за закраины.
Рычаг запирания этого оружия располагается под стволом и не объединен со спусковой скобой. Это основное отличие Galand-Sommerville Revolver от французских и бельгийских револьверов Галана.